# Mértékegység
A fizikában és a méréstudományban mértékegységeknek hívjuk azokat a méréshez használt egységeket, amivel a fizikai mennyiségeket pontosan meg tudjuk határozni. A kísérletek megismételhetősége a tudományos módszer legfontosabb jellemzője. Ehhez szabványokra van szükségünk, és ahhoz, hogy egységes mérési szabványokat hozzunk létre, szükségünk van a mértékegységek rendszerére. A tudományos mértékegységek valójában a régi súly- és térfogat-mértékek általánosításából keletkeztek, melyeket már régóta használunk a kereskedelemben.
A különböző mértékegységrendszerek eltérő alapegységeket választottak. A leggyakrabban használt mértékegységrendszer az SI-rendszer, vagy más néven a Nemzetközi mértékegység-rendszer, melynek mértékegységei az SI-alapegységekből származnak. Minden SI származtatott egység ezen alapegységekből levezethető.
Hagyományosan más mértékegység rendszerek is használatban vannak:
- CGS-mértékegységrendszer
- Planck-egységek
- USA hagyományos mértékegységrendszer
- Birodalmi mértékegységrendszer (angolszász mértékegységek)
- Kínai mértékegységrendszer
- Orosz mértékegységrendszer
- Műszaki–technikai mértékegységrendszer

## Kapcsolódó szócikk
- Mértékegységek átszámítása

## Külső hivatkozások
- Mértékegység átváltás - magyarul